# Cyclaspis indoaustralica
Cyclaspis indoaustralica är en kräftdjursart som beskrevs av Mihai Bacescu 1992. Cyclaspis indoaustralica ingår i släktet Cyclaspis och familjen Bodotriidae. Inga underarter finns listade i Catalogue of Life.